# Carlos Horacio Salinas
Carlos Horacio Salinas, detto "El Loco" (San Miguel de Tucumán, 26 maggio 1954), è un ex calciatore argentino, di ruolo centrocampista.

## Carriera

### Club
Salinas ha iniziato la propria carriera nel River Plate, con la cui maglia ha disputato 12 partite. Nei due anni successivi ha militato nel Club Atlético Chacarita Juniors, squadra con sede a Villa Maipú: sceso in campo in 96 incontri, realizzò 19 reti nelle due stagioni in Primera División.
Nel 1978 si trasferì al Boca Juniors. Con gli Xeneizes giocò tre stagioni, riuscendo a conquistare la Coppa Libertadores 1978. Vinse anche la Coppa Intercontinentale ai danni del Borussia Mönchengladbach; nella partita di ritorno in Germania, mise a segno il gol dello 0-3.
Al Boca, Salinas subì una pesante squalifica. Il 5 novembre 1978, in occasione della sfida contro l'Huracán, affrontò l'arbitro Abel Gnecco aggredendolo con le mani al collo; il gesto gli costò 25 giornate di sospensione.
Lasciato il Boca, Salinas non si allontanò però da Buenos Aires. Nel 1981 vestì infatti la maglia dell'Argentinos Juniors, nell'ambito della trattativa che portò Diego Armando Maradona a compiere il percorso inverso; passò poi nell'Independiente, rimanendovi fino al 1982.
Carlos Horacio Salinas chiuse la carriera nel Racing de Córdoba, dopo aver giocato anche in Colombia nell'Independiente Medellín e nel Deportivo Pereira.

### Nazionale
Salinas ha giocato con la Nazionale argentina nel 1975, disputando i Giochi panamericani di Città del Messico. L'Albiceleste allenata da César Luis Menotti vinse la medaglia di bronzo: Salinas scese in campo in tutte le 6 partite della manifestazione, segnando 3 reti.

## Palmarès

### Club

#### Competizioni nazionali
- Campionato Metropolitano: 1

River Plate: 1975
- Campionato Nacional: 1

River Plate: 1975

#### Competizioni internazionali
- Coppa Intercontinentale: 1

Boca Juniors: 1977
- Coppa Libertadores: 1

Boca Juniors: 1978

### Nazionale
- Giochi panamericani: 1

 Città del Messico 1975